# Дом Фридмана
Дом Фридмана — историческое здание второй половины XIX века в Минске, памятник архитектуры (номер 711Е000001). Расположен по адресу: Революционная улица, дом 26.

## История
Дом построен во второй половине XIX века на месте деревянных построек. Он был сильно повреждён большим городским пожаром 1881 года. После пожара владелец, мещанин Яков Фридман, перестроил дом и два дворовых флигеля. В 1890 году владельцем стал мещанин Юдель Либерман. По состоянию на 1910 год, на первом этаже часть помещений занимало еврейское начальное училище. Остальные помещения были жилыми. После 1920 года дом был национализирован и переоборудован под коммунальные квартиры. В годы Великой Отечественной войны дом не пострадал. Дом практически сохранил архитектурное решение XIX — начала XX века. До конца XX века дом оставался жилым.

## Архитектура
Дом оформлен в стиле эклектики. Двухэтажное кирпичное здание имеет в плане четырёхугольную форму с дворовой пристройкой, накрыто двускатной крышей. Богатый декор главного фасада представлен карнизным поясом между этажами, фигурными сандриками на первом этаже, подоконными плитами, орнаментом и рустованными лопатками в простенках на втором этаже. На втором этаже имелись два балкона с литыми ограждениями. Под крышей проходит сложный карниз. В юго-западной части дома находится проездная арка, перекрытая сводами.